# Isaac Babadi
Isaac Achmed Koroma Junior Babadi (Nimega, 6 aprile 2005) è un calciatore olandese, attaccante del PSV.

## Biografia
Nato in Gheldria, ha origini sierraleonesi.

## Carriera

### Club
Babadi ha fatto il suo debutto professionistico nel Jong PSV il 10 gennaio 2022, rimpiazzando Johan Bakayoko in una vittoria per 5–1 in Eerste Divisie contro l'Almere City, la vittoria con maggior scarto nella stagione fino a quel momento.
Nella stagione 2023–24 Babadi è stato promosso nella prima squadra del PSV con cui ha debuttato il 4 agosto 2023, da titolare, nella Supercoppa dei Paesi Bassi 2023 vinta dal PSV per 1-0.
Quattro giorni più tardi ha fatto il suo esordio europeo in un incontro di qualificazione per la Champions League contro lo Sturm Graz. Babadi ha sbloccato il punteggio al quarto minuto realizzando inoltre la sua prima rete con il PSV. La partita è terminata 4-1.

### Nazionale
Babadi ha rappresentato, da capitano, i Paesi Bassi al campionato europeo under-17 2022, in cui i tulipani hanno raggiunto la finale, persa contro la Francia. Babadi ha segnato il rigore decisivo in semifinale contro la Serbia.
In seguito ha giocato anche nella nazionale olandese Under-18.

## Statistiche

### Presenze e reti nei club
Statistiche aggiornate al 27 settembre 2023.
| Stagione        | Squadra         | Campionato      | Campionato | Campionato | Coppe nazionali | Coppe nazionali | Coppe nazionali | Coppe continentali | Coppe continentali | Coppe continentali | Altre coppe | Altre coppe | Altre coppe | Totale | Totale | Totale |
| Stagione        | Squadra         | Comp            | Pres       | Reti       | Comp            | Pres            | Reti            | Comp               | Pres               | Reti               | Comp        | Pres        | Reti        | Pres   | Reti   |        |
| --------------- | --------------- | --------------- | ---------- | ---------- | --------------- | --------------- | --------------- | ------------------ | ------------------ | ------------------ | ----------- | ----------- | ----------- | ------ | ------ | ------ |
| 2021-2022       | Jong PSV        | ED              | 4          | 0          |                 | -               | -               |                    | -                  | -                  |             | -           | -           | 4      | 0      |        |
| 2022-2023       | Jong PSV        | ED              | 30         | 5          |                 | -               | -               |                    | -                  | -                  |             | -           | -           | 30     | 5      |        |
| 2023-2024       | Feyenoord       | ED              | 4          | 0          | CO              | 0               | 0               | UCL                | 3                  | 1                  | SO          | 1           | 0           | 8      | 1      |        |
| Totale carriera | Totale carriera | Totale carriera | 38         | 5          |                 | 0               | 0               |                    | 3                  | 1                  |             | 1           | 0           | 42     | 6      |        |

## Palmarès
- Supercoppa dei Paesi Bassi: 2

PSV: 2023, 2025
- Campionato olandese: 2

PSV: 2023-2024, 2024-2025